# Bunchosia macrophylla
Bunchosia macrophylla är en tvåhjärtbladig växtart som beskrevs av Joseph Nelson Rose och Henri François Pittier. Bunchosia macrophylla ingår i släktet Bunchosia och familjen Malpighiaceae. Inga underarter finns listade i Catalogue of Life.